# Adejeania wygodzinskyi
Adejeania wygodzinskyi är en tvåvingeart som beskrevs av Guimaraes 1966. Adejeania wygodzinskyi ingår i släktet Adejeania och familjen parasitflugor. Inga underarter finns listade i Catalogue of Life.